# FC Tekstilshchik Kamyshin
El FC Tekstilshchik Kamyshin fue un equipo de fútbol de Rusia que alguna vez jugó en la Liga Premier de Rusia, la liga de fútbol más importante del país.

## Historia
Fue fundado en el año 1958 en la ciudad de Kamyshin. Militó en la Segunda División de la Unión Soviética desde 1988 y ascendió a la Primera División en 1990 y fue de los primeros equipos en militar en la Liga Premier de Rusia en 1991 luego de la disolución de la Unión Soviética, liga en la cual jugó en 5 temporadas.
Su mejor resultado en la Liga Premier fue 4.º en 1993, pero entre 1996 y 1998 tuvo descensos consecutivos, y para el año 2002 ya jugaba en la Liga de Fútbol Amateur de Rusia. Nunca ganó un título en su historia.
A nivel internacional participó en 1 torneo continental, en la Copa UEFA de 1994/95, en la que fue eliminado en la Segunda ronda por el FC Nantes de Francia.
El 20 de mayo del 2009, el equipo desapareció por orden del alcalde de Kamyshin, Aleksandr Chunakov.

## Participación en competiciones de la UEFA
- Copa UEFA: 1 aparición

1995 - Segunda ronda

## Jugadores destacados
| - Ivan Yaremchuk - Aleksandr Filimonov - Vladislav Ternavski - Vitali Abramov | - Yuri Aksenov - Aleksandr Bogatyrev - Dmitriy Lyapkin - Konstantin Pavlyuchenko | - Dzintars Sproģis - Andriy Vasylytchuk - Andriy Yudin |